# Musée Hébert
Il Musée Hébert è un museo situato nell'Hôtel de Montmorency-Bours, al numero 85 di rue du Cherche-Midi, nel VI arrondissement di Parigi. È chiuso dal 2004 per lavori di ristrutturazione.
Il museo è ospitato all'interno del Petit-Montmorency, costruito nel 1743 dal conte di Montmorency, ex residenza del pittore accademico Ernest Hébert (1817-1908). Dopo la morte del figlio adottivo nel 1974, l'edificio divenne proprietà dello Stato e fu inaugurato come museo nel 1984. Dal 2004, il museo Hébert è affiliato al Musée d'Orsay e chiuso a tempo indeterminato per lavori di ristrutturazione.
Il museo ospita collezioni di opere di Hébert, mobili, oggetti decorativi, souvenir e fotografie, allestite in sale pressoché immutate dal XVIII secolo. Tra i suoi dipinti figurano i ritratti del critico letterario Jules Lemaître e due celebri grandi orizzontali, La Païva e Madame de Loynes.